# Rhododendron ochraceum
Rhododendron ochraceum är en ljungväxtart som beskrevs av Alfred Rehder och E.H. Wilson. Rhododendron ochraceum ingår i släktet rododendron, och familjen ljungväxter. Utöver nominatformen finns också underarten R. o. brevicarpum.